# Abrodictyum elongatum
Abrodictyum elongatum är en hinnbräkenväxtart som först beskrevs av Allan Cunningham, och fick sitt nu gällande namn av Ebihara och K. Iwats. Abrodictyum elongatum ingår i släktet Abrodictyum och familjen Hymenophyllaceae. Inga underarter finns listade.